# Tmesorrhina ganglbaueri
Tmesorrhina ganglbaueri är en skalbaggsart som beskrevs av Moser 1913. Tmesorrhina ganglbaueri ingår i släktet Tmesorrhina och familjen Cetoniidae. Inga underarter finns listade i Catalogue of Life.